# Enrico Colantoni

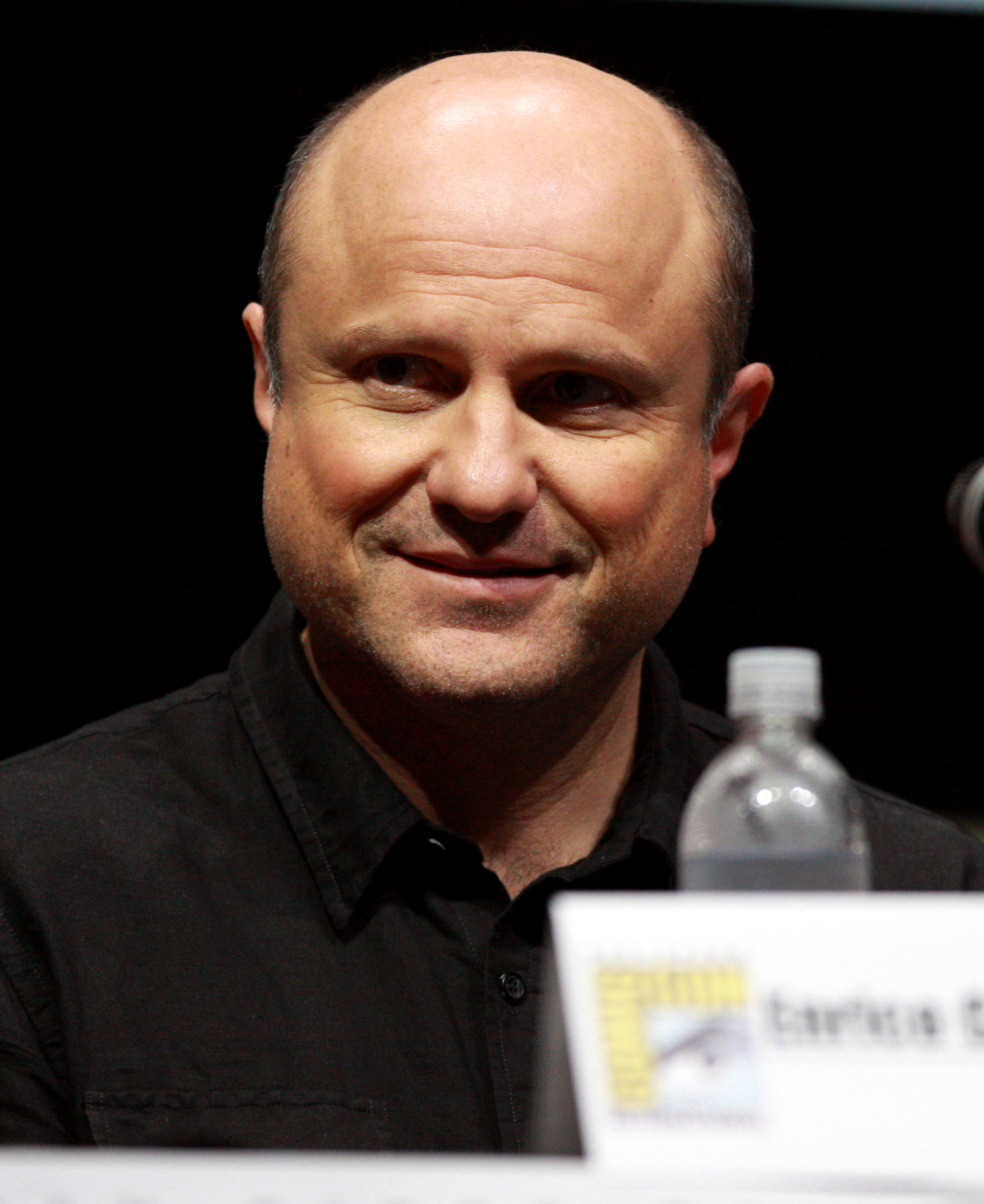
Enrico Colantoni bei der Comic-Con 2013

Enrico Colantoni (* 14. Februar 1963 in Toronto, Ontario) ist ein kanadischer Schauspieler.

## Karriere
Colantoni studierte an der University of Toronto zunächst Psychologie und Soziologie, wechselte dann aber an die American Academy of Dramatic Arts in New York und machte seinen Abschluss schließlich an der Yale School of Drama.
Er ist bekannt durch seine Rolle als Elliot DiMauro in der Sitcom Just Shoot Me und als Keith Mars in der UPN-Serie Veronica Mars. Colantoni war in kleineren Rollen in den Kinofilmen A.I., Geklont und Galaxy Quest zu sehen. Von 2008 bis 2012 war er Hauptdarsteller der Serie Flashpoint. In der Serie Person of Interest spielte er von 2011 bis 2016 Carl Elias.
Colantoni war von 1997 bis 2004 mit Nancy Snyder verheiratet und hat eine Tochter und einen Sohn. Im November 2011 heiratete er erneut. Derzeit lebt er in Toronto.

## Filmografie (Auswahl)
- 1987: Erben des Fluchs (Friday the 13th: The Series, Fernsehserie, Folge 1x09 Blutiges Geld)
- 1987: Nachtstreife (Night Heat, Fernsehserie, Folge 3x22)
- 1994: Law & Order (Fernsehserie, Folge 4x14 Vertrauensbrüche)
- 1994–1995: New York Cops – NYPD Blue (NYPD Blue, Fernsehserie, 2 Folgen)
- 1995: Money Train
- 1996: Albino Alligator
- 1997: Geklont – Babys um jeden Preis (Cloned)
- 1997: The Wrong Guy
- 1997–2003: Just Shoot Me – Redaktion durchgeknipst (Just Shoot Me!, Fernsehserie, 149 Folgen)
- 1999: Galaxy Quest – Planlos durchs Weltall (Galaxy Quest)
- 1999: Stigmata
- 2000: Hinterm Mond gleich links (3rd Rock from the Sun, Fernsehserie, Folge 5x19)
- 2001: A.I. – Künstliche Intelligenz (AI – Artificial Intelligence)
- 2001: Outer Limits – Die unbekannte Dimension (The Outer Limits, Fernsehserie, Folge 7x08 Fortschritt um jeden Preis)
- 2002: Meine ersten zwanzig Millionen (The First $20 Million Is Always the Hardest)
- 2002: Voll Frontal (Full Frontal)
- 2003: Stargate – Kommando SG-1 (Stargate SG-1, Fernsehserie, Folge 7x12 Evolution, Teil 2)
- 2004: Monk (Fernsehserie, Folge 3x07 Mr. Monk arbeitet im Supermarkt)
- 2004–2007, 2019: Veronica Mars (Fernsehserie, 72 Folgen)
- 2007: CSI: Vegas (CSI: Crime Scene Investigation, Fernsehserie, Folge 7x22 Verschwörung der Reptilien)
- 2007: Numbers – Die Logik des Verbrechens (NUMB3RS, Fernsehserie, Folge 4x10 Abwärts)
- 2008: Brothers & Sisters (Fernsehserie, Folge 2x12 Kompromisse)
- 2008: Lauschangriff – My Mom’s New Boyfriend (My Mom’s New Boyfriend)
- 2008–2012: Flashpoint – Das Spezialkommando (Flashpoint, Fernsehserie, 75 Folgen)
- 2009: Party Down (Fernsehserie, Folge 1x01)
- 2009: Zone of Separation (Fernsehserie, 8 Folgen)
- 2010: Bones – Die Knochenjägerin (Bones, Fernsehserie, Folge 6x09 Die Bones-Identität)
- 2011: Contagion
- 2011: Die Kennedys (The Kennedys, Miniserie, 3 Folgen)
- 2011–2016: Person of Interest (Fernsehserie)
- 2013: Warehouse 13 (Fernsehserie, Folge 4x13 Der Fall des vermissten Jade-Elefanten)
- 2013: House of Versace – Ein Leben für die Mode
- 2014: Republic of Doyle – Einsatz für zwei (Republic of Doyle, Fernsehserie, 1 Folge)
- 2014–2015: Remedy (Fernsehserie, 20 Folgen)
- 2014: Veronica Mars
- 2016: Carmilla (Webserie, 9 Folgen)
- 2017: Bad Blood (Fernsehserie, 4 Folgen)
- 2017: Travelers – Die Reisenden (Travelers, Fernsehserie, 5 Folgen)
- 2017: Ransom (Fernsehserie, 1 Folge)
- 2018: The Good Fight (Fernsehserie, 2 Folgen)
- 2018: Adversity (Fernsehserie, 6 Folgen)
- 2019: Der wunderbare Mr. Rogers (A Beautiful Day in the Neighborhood)
- 2020: Westworld (Fernsehserie, Episode 3x07)
- 2020: Feel the Beat
- 2021: Private Eyes (Fernsehserie, 1 Folge)
- 2021: Ghosts (Fernsehserie, Episode 1x10)
- 2021–2022: Station Eleven (Fernsehserie)
- 2024: Human (Humane)
- 2025: Fubar (Fernsehserie)